# Мона Елтахави
Мона Елтахави (арап. منى الطحاوى; Порт Саид, 1. август 1967) је фриленс египатско-америчка новинарка и друштвени коментатор са седиштем у Њујорку. Написала је есеје и текстове за публикације широм света о Египту и исламском свету, о темама укључујући женска права, патријархат и муслиманска политичка и социјална питања. Њен рад се појавио у The Washington Post, The New York Times, Christian Science Monitor-у, и The Miami Herald, између осталих. „Мараме и химени”, Елтахавијина прва књига, објављена је у мају 2015. године. Елтахави је била гостујући аналитичар у емисијама на радију и телевизији у САД-у. Она је међу људима који су предводили покрет Mosque Me Too користећи хештег #MosqueMeToo.
Елтахави је јавно говорила на универзитетима, панел дискусијама и међуверским скуповима о људским правима и реформама у исламском свету, феминизму и египатским муслиманско-хришћанским односима, између осталог.

## Рани живот
Елтахави је рођена у Порт Саиду, Египат. Њена породица се преселила у Велику Британију када је имала 7 година, а затим у Саудијску Арабију када је имала 15. Дипломирала је на Америчком универзитету у Каиру 1990. године, а 1992. године је магистрирала масовне комуникације са концентрацијом у новинарству.

## Каријера
Елтахави је била новинарка током 1990-их и дописник новинске агенције Ројтерс у Каиру и Јерусалиму. Писала је вести и чланке за The Guardian, International Herald Tribune, The Washington Post, U.S. News & World Report, и The New York Times. У септембру 2020. године, покренула је билтен на Substack-у, који је назвала „Феминистички див”.
Преселила се у Сједињене Америчке Државе 2000. године и добила америчко држављанство 2011. године.
Од 2003. до 2004. године, Елтахави је била главни уредник сада угашене верзије на арапском језику Women's eNews, независне, непрофитне веб странице која покрива женска питања из целог света.
Писала је недељну колумну за међународну арапску публикацију Ашарк Ал-Авсат (арапски: الشرق الاوسط) у власништву Саудијске Арабије, са седиштем у Лондону, од 2004. до 2006. године, пре него што је уредник Тарик Алхомајед укинуо њене чланке због тога што је „превише критична“ према египатском режиму.
Дана 24. новембра 2011. године, била је једна од бројних новинара које су ухапсиле египатске власти док је извештавала о обновљеним протестима на тргу Тахрир у Каиру. Она је задржана у притвору 12 сати, током којих је испитивана, физички и сексуално злостављана. Њена лева и десна шака су сломљене.
25. септембра 2012. године, Елтахави је ухапшена јер је спрејом исцртала рекламу америчке иницијативе за одбрану слободе у станици метроа у Њујорку која је гласила: „У сваком рату између цивилизованог човека и дивљака, подржите цивилизованог човека. Подржите Израел. Поразите џихад.” Пред крај инцидента два полицајца су пришла подручју и ухапсила је. У интервјуу за CNN, она је потврдила да је оптужена за злочине, прављење графита и поседовање инструмента за графите. Она се бранила рекавши да је то што је урадила слобода изражавања и да су њени поступци грађанска непослушност.
Њена прва књига, „Мараме и химени: Зашто је Блиском истоку потребна сексуална револуција”, објављена је у Сједињеним Државама 21. априла 2015. године у издању Фарара, Штрауса и Гироука. Књига је заснована на делу о мизогинији у арапском друштву под насловом „Зашто нас мрзе?”, које је написала за Foreign Policy 2012. године.
У септембру 2019. године, Елтахави је објавила своју другу књигу, „Седам неопходних грехова за жене и девојке”.

## Политика и ставови
Елтахави је била члан одбора Прогресивне муслиманске уније Северне Америке током њеног постојања од 2004. до 2006. године.
Елтахави је критиковала режиме и Хоснија Мубарака и Муслиманског братства, називајући их „старим мушкарцима који нису у додиру са реалношћу”. У интервјуу у фебруару 2011. године, рекла је да Муслиманска браћа не могу „задобити подршку већине Египћана“. У новембру 2011. године, Елтахави се суочила са реперкусијама египатских безбедносних снага као резултатом њене критике. Покривајући протесте на тргу Тахрир, египатска полиција за нереде је брутално претукла и сексуално напала, сломивши јој обе руке.
Године 2009. The Economist је рекао да је Елтахави користила фразу „опијум Арапа“ мислећи на Израел, описујући, како је часопис елаборирао, „опијајући начин да забораве своје грешке, или барем окриве неког другог. Арапски лидери имају дугу праксу да користе Израел као изговор за одржавање ванредног стања код куће и одлагање реформи.“
Елтахави говори о правима жена у арапском свету, нападајући сакаћење женских гениталија. У чланку у часопису Foreign Policy из маја 2012.  године, написала је: „Реците ми арапску земљу, и ја ћу изрецитовати низ злостављања [жена] подстакнутих токсичном мешавином културе и религије, коју мало ко жели или може да раздвоји, осим да хуле или вређају." Она је себе описала као „секуларну, радикалну феминистичку муслиманку” у интервјуу из 2011. године.
Елтахави је присталица ЛГБТ+ права широм света и присталица афричких (египатских) Арапа, као и анархистичка феминисткиња.
У интервјуу Канадске радиодифузне корпорације (CBC) из 2012. године са Пијом Чатападјај, Елтахави „каже да је уљудан и љубазан неефикасано, и уместо тога жене морају да искористе седам квалитета – или „неопходних грехова“ – бес, пажњу, амбиције, моћ, вулгарност, насиље и пожуду“. Касније је замолила људе да „замисле сценарио у коме убијамо одређени број мушкараца сваке недеље. Колико мушкараца морамо да убијемо док патријархат не седне преко пута нас и каже: „ОК, стани. Шта морамо да урадимо, да бисте могли да зауставите овај одстрел?" Сада кажем замислите. Не кажем да идите тамо и убијте 100 људи данас. Кажем, само замислите овај веома, веома узнемирујући сценарио."
Године 2020, Елтахави је почела да објављује личне есеје и политичке коментаре преко свог билтена „Феминистички див”.
У светлу нових рестриктивних закона о абортусу у Тексасу, Елтахави им се супротставила, пошто је претходно упозориола на развој догађаја ове врсте. Она је изјавила да је имала два абортуса: један незаконити поступак у Египту када је имала 29 година и легалан у Сијетлу, Сједињене Америчке Државе, четири године касније, када се удала.

## Награде и почасти
- 2005 – Муслимански лидер сутрашњице, од стране Америчког друштва за напредак муслимана[34]
- 2006 – Уважени гостујући професор на Америчком универзитету у Каиру[24]
- 2006 – Награда Cutting Edge, за изузетан допринос покривању Блиског истока, од стране Фондације Next Century[35]
- 2009 – Награда Самир Касир за слободу штампе, од стране Европске комисије[34]
- 2010 – Специјална награда за изузетан допринос новинарству, Фондација Анна Линд[36][37]
- 2012 – број 258, на листи Power 500 2012. године, Arabian Business[38]
- 2014 – Награда Женског медија центра Speaking Truth to Power[39]
- 2019 - број 54 у 100 најутицајнијих Африканаца, The Africa Report.[40]